# Diane Baker
Diane Baker (født 25. februar 1938 i Hollywood, Los Angeles) er en amerikansk skuespiller og filmproducent.
Hendes filmdebut skete i 1959 og hun har siden medvirket i over 100 film- og TV-produktioner. Hun har medvirket i flere kendte film, blandt andet Prisen (1963), Natsværmeren (1991), Tapperhed i strid (1996) og A Mighty Wind (2003). Hun har også spillet moderen til titelfiguren i TV-serien House M.D..

## Filmografi
- 1959  Anne Franks dagbog
- 1963 Prisen
- 1964 Marnie
- 1965 Mirage
- 1991 Natsværmeren
- 1993 Twenty Bucks
- 1995 Nettet
- 1996 Cable Guy
- 1996 Tapperhed i strid
- 2000 Harrison's Flowers
- 2003 A Mighty Wind
- 2012 House M.D.